# زاستریزلی
زاستریزلی (به لاتین: Zástřizly) یک منطقهٔ مسکونی در جمهوری چک است که در شهرستان کرومیه‌رژیژ واقع شده‌است. زاستریزلی ۶٫۶۷ کیلومتر مربع مساحت و ۱۴۹ نفر جمعیت دارد و ۳۱۸ متر بالاتر از سطح دریا واقع شده‌است.